# Maria Sander
Maria Sander   (Dinslaken, 30 d'octubre de 1924 - Much, 12 de gener de 1999), nascuda Maria Domagala, va ser una atleta alemanya, especialista en tanques i curses de velocitat, que va competir durant les dècades de 1940 i 1950.
El 1952 va prendre part en els Jocs Olímpics de Hèlsinki, on va disputar tres proves del programa d'atletisme. Va guanyar la medalla de plata en la prova dels 4x100 metres relleus i la de bronze en els 80 metres tanques, mentre en els 100 metres fou cinquena. Quatre anys més tard, als Jocs de Melbourne, va disputar dues proves del programa d'atletisme. Quedà eliminada en sèries en els 80 metres tanques i fou sisena en els 4x100 metres relleus.
En el seu palmarès també destaquen dues medalles de plata al Campionat d'Europa d'atletisme de 1954, en pentatló i 4x100 metres relleus, i deu campionats nacionals, vuit en els 80 metres tanques (1943, 1946, 1948, 1949, 1951, 1952, 1953 i 1954) i tres en els 100 metres (1952, 1953 i 1954). Durant la seva carrera esportiva establí diversos rècords del món en els 4x100 metres relleus.

## Millors marques
- 100 metres. 10.8"
- 200 metres. 24.8"
- 80 metres tanques. 10.9" (1956)[2]